# Клёновка (Крым)
Клёновка (до 1948 года Туата́й; до 1959 года Скворцо́во; укр. Кленівка, крымскотат. Tuvatay, Туватай) — село в Симферопольском районе Республики Крым, входит в состав Донского сельского поселения (согласно административно-территориальному делению Украины — Донского сельского совета Автономной Республики Крым).

## Население
| 2001 | 2014 |
| ---- | ---- |
| 955  | ↘927 |

Всеукраинская перепись 2001 года показала следующее распределение по носителям языка
| Язык             | Процент |
| ---------------- | ------- |
| русский          | 63,14   |
| украинский       | 31,2    |
| крымскотатарский | 7,41    |
| другие           | 0,52    |

### Динамика численности
| - 1805 год — 53 чел. - 1864 год — 22 чел. - 1889 год — 137 чел. - 1892 год — 11 чел. - 1902 год — 48 чел. - 1915 год — 8/70 чел. | - 1926 год — 124 чел. - 1950 год — 915 чел. - 1989 год — 1000 чел. - 2001 год — 955 чел. - 2009 год — 939 чел. - 2014 год — 927 чел. |

## Современное состояние

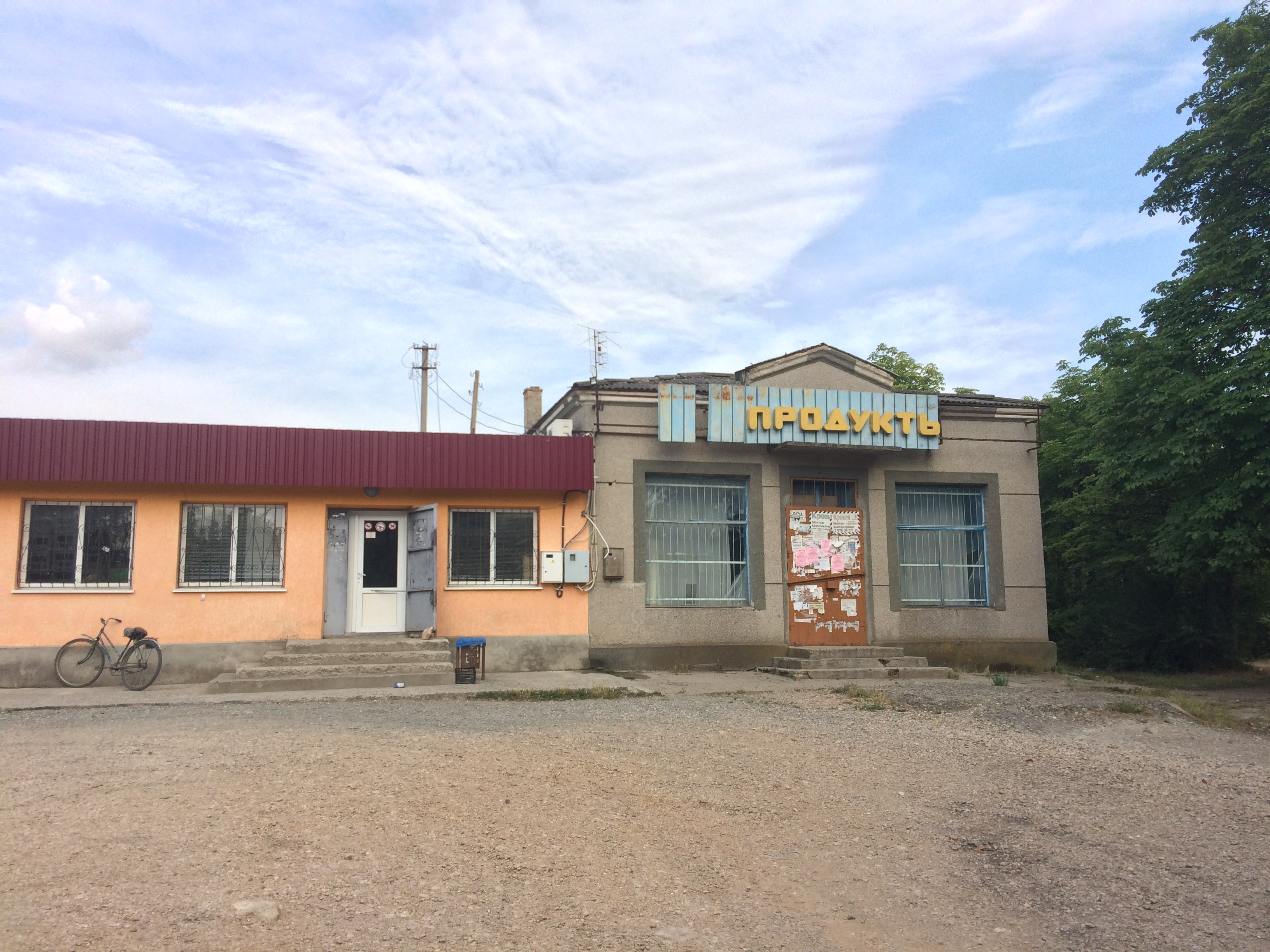
Сельский магазин

В Клёновке 8 улиц и 1 переулок, площадь, занимаемая селом, 48,3 гектара, на которой в 321 дворе, по данным сельсовета на 2009 год, числилось 939 жителей. В селе действует муниципальное бюджетное общеобразовательное учреждение «Клёновская основная школа», имеется клуб, село связано автобусным сообщением с Симферополем.

## География
Село расположено на северо-востоке района, на стыке предгорной и степной зон Крыма, в низовье долины реки Бештерек, на левом берегу, высота центра села над уровнем моря — 164 м. Расстояние до Симферополя около 26 километров и 11 километров до центра поселения — Донское. Транспортное сообщение осуществляется по региональной автодороге Н508 (по украинской классификации С-0-11313).

## История
Первое документальное упоминание села встречается в Камеральном Описании Крыма… 1784 года, судя по которому, в последний период Крымского ханства Тавакай входил в Ашага Ичкийский кадылык Акмечетского каймаканства. После присоединения Крыма к России (8) 19 апреля 1783 года, (8) 19 февраля 1784 года, именным указом Екатерины II сенату, на территории бывшего Крымского Ханства была образована Таврическая область и деревня была приписана к Симферопольскому уезду. После Павловских реформ, с 1796 по 1802 год, входила в Акмечетский уезд Новороссийской губернии. По новому административному делению, после создания 8 (20) октября 1802 года Таврической губернии, Туатай был включён в состав Кадыкойскои волости Симферопольского уезда.
По Ведомости о всех селениях в Симферопольском уезде состоящих с показанием в которой волости сколько числом дворов и душ… от 9 октября 1805 года в деревне Туватай числилось 9 дворов и 53 жителя, исключительно крымских татар. На военно-топографической карте генерал-майора Мухина 1817 года обозначен Туватай с 7 дворами. После реформы волостного деления 1829 года Туатай, согласно «Ведомости о казённых волостях Таврической губернии 1829 года», отнесли к Сарабузской волости (переименованной из Кадыкойской). На карте 1836 года в деревне 11 дворов, а на карте 1842 года Туатай обозначен условным знаком «малая деревня», то есть, менее 5 дворов.
В 1860-х годах, после земской реформы Александра II, деревню приписали к Зуйской волости.
В «Списке населённых мест Таврической губернии по сведениям 1864 года», составленном по результатам VIII ревизии 1864 года, Туатай — татарская деревня с 5 дворами, 22 жителями и мечетью при рекѣ Бештерекѣ (на трёхверстовой карте 1865—1876 года в деревне Туатай 15 дворов). В «Памятной книге Таврической губернии 1889 года», по результатам Х ревизии 1887 года, записан Туатай с 23 дворами и 137 жителями.
После земской реформы 1890-х годов деревню подчинили воссозданной Табулдинской волости. Согласно «…Памятной книжке Таврической губернии на 1892 год», в деревне Туатай, входившей в Алексеевское сельское общество, числилось 11 жителей в 2 домохозяйствах, все безземельные. На 1900 год По «…Памятной книжке Таврической губернии на 1902 год» в деревне Туатай, приписанной к волости для счёта, числилось 48 жителей в 10 домохозяйствах, в деревне работал фельдшер. На 1914 год в селении действовала земская школа. По Статистическому справочнику Таврической губернии. Ч.II-я. Статистический очерк, выпуск шестой Симферопольский уезд, 1915 год, в деревне и экономии Туатай (барона Гинзбурга Г. Е.) Табулдинской волости Симферопольского уезда числилось 11 дворов (10 дворов безземельных) со смешанным населением в количестве 8 человек приписных жителей и 70 — «посторонних», из которых 43 мужчины и 38 женщин. Жители владели 919 десятинами удобной земли. В хозяйствах имелось 50 лошадей, 40 волов, 24 коровы и 20 голов мелкого скота.
После установления в Крыму Советской власти, по постановлению Крымревкома от 8 января 1921 года была упразднена волостная система и село включили в состав вновь созданного Сарабузского района Симферопольского уезда, а в 1922 году уезды получили название округов. 11 октября 1923 года, согласно постановлению ВЦИК, в административное деление Крымской АССР были внесены изменения, в результате которых был ликвидирован Сарабузский район и образован Симферопольский и село включили в его состав. Согласно Списку населённых пунктов Крымской АССР по Всесоюзной переписи 17 декабря 1926 года, в селе Туатай, Осминского сельсовета Симферопольского района, числилось 25 дворов, из них 24 крестьянских, население составляло 124 человека, все русские, действовала начальная русская школа. Постановлением ВЦИК от 10 июня 1937 года был образован новый, Зуйский район и село переподчинили новому району. Время включения в состав Краснокрымского сельсовета пока не установлено: на 15 июня 1960 года село уже числилось в его составе.
В 1944 году, после освобождения Крыма от фашистов, 12 августа 1944 года было принято постановление № ГОКО-6372с «О переселении колхозников в районы Крыма» и в сентябре 1944 года в район приехали первые новоселы (212 семей) из Ростовской, Киевской и Тамбовской областей, а в начале 1950-х годов последовала вторая волна переселенцев из различных областей Украины. С 25 июня 1946 года Туатай в составе Крымской области РСФСР Указом Президиума Верховного Совета РСФСР от 18 мая 1948 года, Туатай переименовали в Скворцово. На 1950 год население составило 915 человек. 26 апреля 1954 года Крымская область была передана из состава РСФСР в состав УССР. В 1959 году был упразднён Зуйский район и село переподчинили Симферопольскому и, видимо, во избежание путаницы (с селом Скворцово), переименовали в Клёновку (согласно справочнику «Крымская область. Административно-территориальное деление на 1 января 1968 года» — в период с 1954 по 1968 год. Решением Крымоблисполкома от 27 июля 1962 года № 784, Краснокрымский сельсовет переименован в Донской, в который включили Клёновку.
Указом Президиума Верховного Совета УССР «Об укрупнении сельских районов Крымской области», от 30 декабря 1962 года Симферопольский район был упразднён и село присоединили к Белогорскому. 1 января 1965 года, указом Президиума ВС УССР «О внесении изменений в административное районирование УССР — по Крымской области», вновь включили в состав Симферопольского. По данным переписи 1989 года в селе проживало 1000 человек. С 12 февраля 1991 года село в восстановленной Крымской АССР, 26 февраля 1992 года переименованной в Автономную Республику Крым. С 21 марта 2014 года в составе Крыма аннексирована Россией.

## Инфраструктура
Возле села располагается Бештерек-зуйский водозабор; на март 2021 года: идёт его строительство.